# ジョージ・フィリップス・ボンド
ジョージ・フィリップス・ボンド（George Phillips Bond、1825年5月20日 – 1865年2月17日）は、アメリカ合衆国の天文学者である。父親のウィリアム・クランチ・ボンドとともに土星の衛星 ヒペリオンを発見した他、多くの彗星を発見した。

## 生涯
マサチューセッツ州のドルチェスターに生まれ、ハーバード大学で学んだ。始め、鳥類の研究などを行ったが、兄のWilliam Cranch Bond Jr. が亡くなった後、父親と天文学の分野で活動した。1859年から父親の後を継いでハーバード大学天文台の所長を務めた。リック天文台の初代所長のエドワード・シングルトン・ホールデンはボンドのいとこである。
1850年に恒星ベガの天体写真を撮影した。1857年に重星ミザールの天体写真を撮影した。天体写真を星の等級の測定に用いることができると考えた。多くの彗星を発見し軌道の計算を行った。土星やオリオン星雲を観測した。父親とともに、土星の衛星 ヒペリオンをウィリアム・ラッセルと独立して発見した。土星のクレープ環を発見した。
ニューハンプシャー州のホワイト山地の調査を行い、ボンド山などに名前を残している。

## 賞・叙勲等
賞
- イギリス王立天文学会ゴールドメダル (1865年)

命名
- 月のクレータ
- 火星のクレータ